# Shamia
Shamia ou Al-Shamiya (en arabe : الشامية) est une ville située dans la province d’Al-Qadisiyya, en Irak.